# Justice de paix de Lamentin
La justice de paix est un bâtiment civil de Lamentin sur l'île de Basse-Terre dans le département de la Guadeloupe en France. Œuvre de l'architecte Ali Tur réalisée en 1931, le bâtiment est classé aux monuments historiques en 2017.

## Historique
Après que tous les principaux édifices de la ville sont fortement endommagés par l'ouragan Okeechobee en septembre 1928, le Ministère des Colonies confie la reconstruction des bâtiments civils et religieux à l'architecte Ali Tur qui s'attache tout particulièrement à l'homogénéité urbanistique et au style dans le centre-ville de Lamentin. Cette commune regroupe ainsi la plus forte densité des œuvres de cet architecte édifiées en Guadeloupe avec la justice de paix, l'hôtel de ville, le groupe scolaire, les square et monument aux morts, le marché, la maison mortuaire et enfin l'église de la Sainte-Trinité et le presbytère de Lamentin. Les travaux sont terminés en 1931.
Le tribunal est en activité de 1932 à 1958, date des suppressions des justices de paix en France, puis devient le bâtiment d'accueil de la police municipale de la ville et des locaux d'une école de musique.
La justice de paix de Lamentin est inscrite le 23 décembre 2009 (annulé) puis classée aux monuments historiques par l'arrêté du 8 juin 2017. Du fait de son époque de construction et de son importance architecturale, il bénéficie également du label « Patrimoine du XXe siècle ».

## Architecture
Le bâtiment carré en béton armé comprend un soubassement, un rez-de-chaussée et un étage. L'entrée, qui est accessible par une volée de marches, est conçue en creux dans le volume du cube et de l'angle de l'édifice. Elle est surmontée par un balcon d'angle en débordement sur la rue, soutenu par une alternance de colonnes et de piliers, et surmonté d'un toit plat en débord.
Les ouvertures sont hautes et larges pour permettre la ventilation naturelle et son protégées de l'exposition directe du soleil par le débord du toit.
Le bâtiment est le seul de l'ensemble de la place à avoir une façade asymétrique.